# مصطفی شحده
مصطفی شحده (انگلیسی: Mustafa Shehdeh؛ زادهٔ ۵ فوریهٔ ۱۹۷۸) بازیکن فوتبال اهل اردن بود.
از باشگاه‌هایی که در آن بازی کرده‌است می‌توان به باشگاه فوتبال الشباب اردن و باشگاه ورزشی الوحدات اشاره کرد.
وی همچنین در تیم ملی فوتبال اردن بازی کرده‌است.